# Magnolia Siebolda
Magnolia Siebolda (Magnolia sieboldii K.Koch) – gatunek rośliny z rodziny magnoliowatych (Magnoliaceae Juss.). Występuje naturalnie w Japonii, na Półwyspie Koreańskim oraz w środkowych i północnych Chinach (w prowincjach Anhui, Jiangxi, Liaoning, Zhejiang, północnej części Fujian, a także w regionie autonomicznym Kuangsi). Ponadto jest uprawiany jako roślina ozdobna. 

## Morfologia

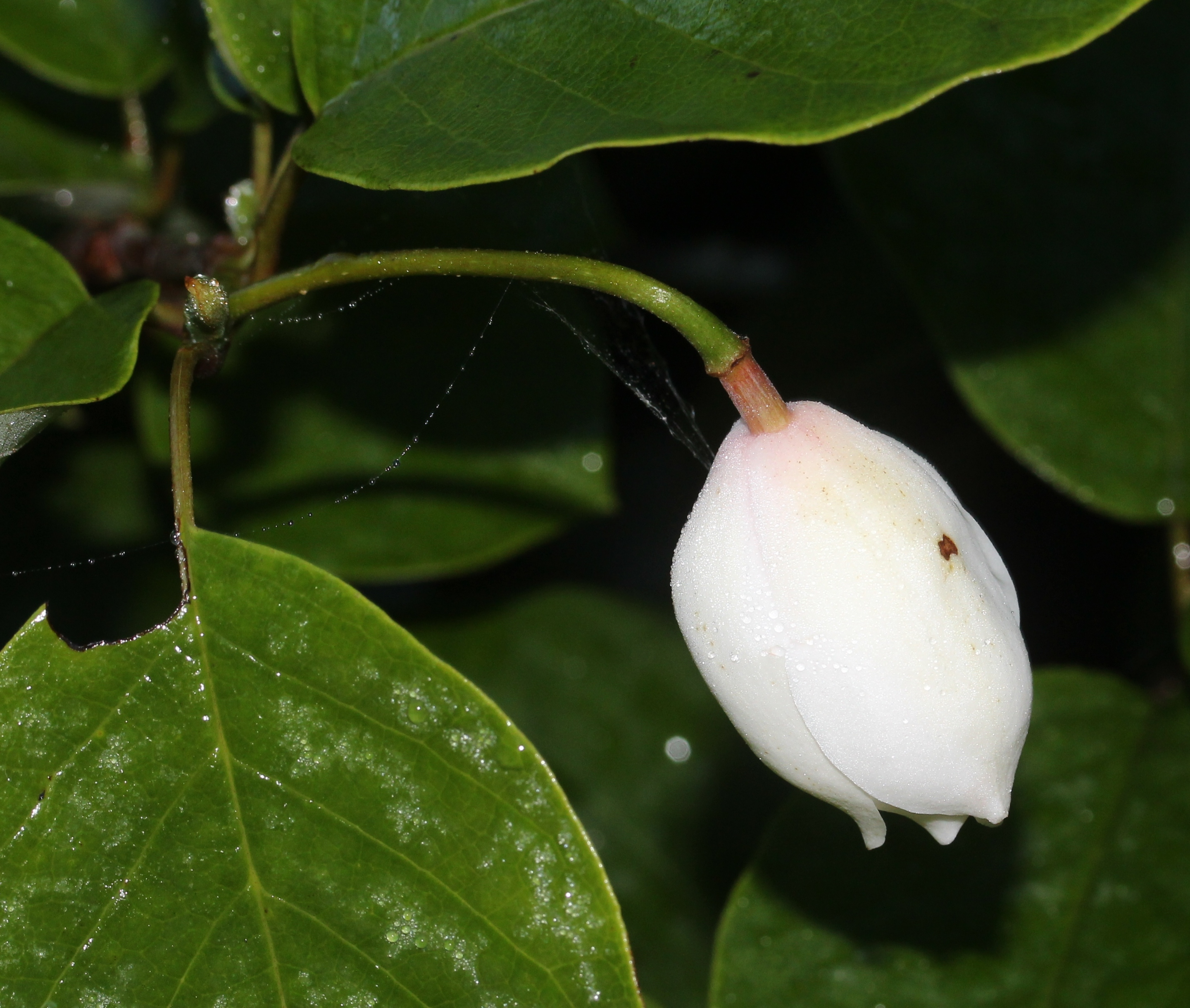
Pąk kwiatowy podgatunku M. sieboldii subsp. japonica

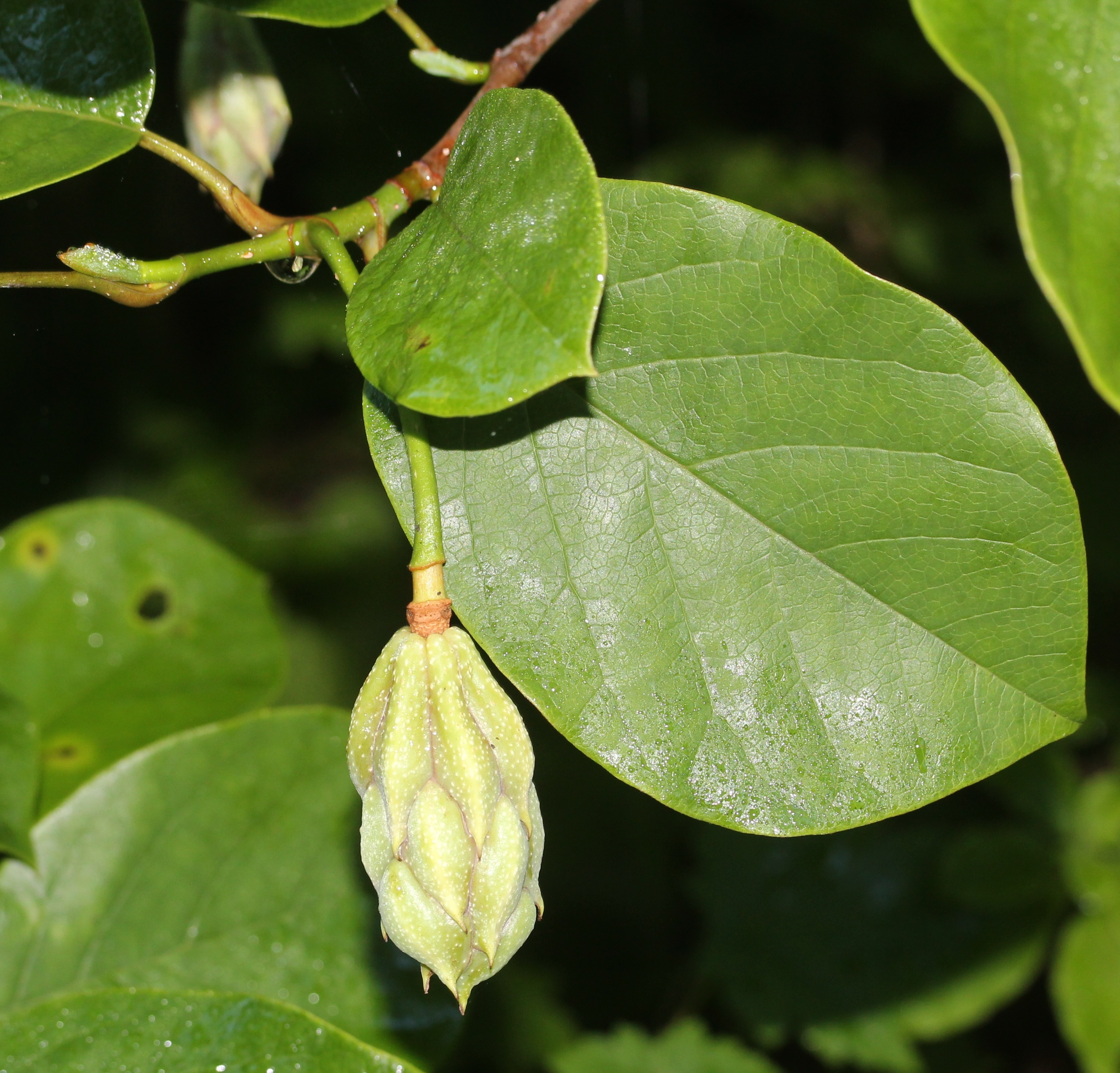
Owoc zbiorowy podgatunku M. sieboldii subsp. japonica

PokrójZrzucające liście drzewo dorastające do 10 m wysokości.
LiścieIch blaszka liściowa ma odwrotnie jajowaty kształt i jest owłosiona od spodu. Mierzy 9–15 cm długości oraz 4–9 cm szerokości, ma nasadę od klinowej do uciętej i wierzchołek od ostrego do krótko spiczastego. Ogonek liściowy jest owłosiony i osiąga 1–4 cm długości.
KwiatyPojedyncze, rozwijają się w kątach pędów. Wydzielają aromat. Listków okwiatu jest 9, mają białą barwę, zewnętrzne mają podłużnie odwrotnie jajowaty kształt i mierzą do 4–6 cm długości, natomiast wewnętrzne są mniejsze. Pręciki są wewnątrzpylne (pylniki zwrócone do osi kwiatowej).
OwoceOwoce zbiorowe o kształcie od odwrotnie jajowatego do elipsoidalnego i czerwonej barwie, osiągające 2–7 cm długości. Składają się z pojedynczych mieszków o długości 10 mm.

## Biologia i ekologia
Rośnie w lasach. Występuje na wysokości od 1600 do 2000 m n.p.m. Kwitnie od maja do lipca, natomiast owoce dojrzewają od sierpnia do września. 

## Zmienność
W obrębie tego gatunku oprócz podgatunku nominatywnego wyróżniono dwa podgatunki:
- Magnolia sieboldii subsp. japonica K.Ueda
- Magnolia sieboldii subsp. sinensis (Rehder & E.H.Wilson) Spongberg

Kultywary:
- 'Micheko Renge' – wyhodowana w Japonii odmiana o pełnych kwiatach. Kwitnie w czerwcu[6]

## Obecność w kulturze i symbolice
Magnolia Siebolda jest kwiatem narodowym Koreańskiej Republiki Ludowo-Demokratycznej.